# Bride of Frankenstein
Bride of Frankenstein is een Amerikaanse horrorfilm uit 1935 onder regie van James Whale. Destijds werd de film in Nederland uitgebracht onder de titel De bruid van Frankenstein.

## Verhaal
Proloog
In een kasteel op een stormachtige nacht prijzen Percy Bysshe Shelley en Lord Byron Mary Shelley voor haar verhaal over Frankenstein en zijn monstercreatie. Ze herinnert hen eraan dat het haar bedoeling met het schrijven van de roman was om een morele les te geven, de gevolgen van een sterfelijke man die voor God probeert te spelen. Mary zegt dat ze nog meer van het verhaal te vertellen heeft...
Hoofdplot
De dorpelingen denken dat het monster van Frankenstein omgekomen is tijdens een brand in een molen, maar hij doolt nog altijd rond in de streek. Dr. Frankenstein bereidt zich intussen voor op zijn huwelijk met Elizabeth en krijgt bezoek van dr. Pretorius, die voorstelt om een bruid te scheppen voor het monster.

## Rolverdeling
| Acteur          | Personage                     |
| --------------- | ----------------------------- |
| Boris Karloff   | Monster van Frankenstein      |
| Colin Clive     | Henry Frankenstein            |
| Valerie Hobson  | Elizabeth                     |
| Ernest Thesiger | Dr. Pretorius                 |
| Elsa Lanchester | Mary Shelley / Monsters bruid |
| Gavin Gordon    | Lord Byron                    |
| Douglas Walton  | Percy Bysshe Shelley          |
| Una O'Connor    | Minnie                        |
| E.E. Clive      | Burgemeester                  |
| Lucien Prival   | Bediende                      |
| O.P. Heggie     | Blinde kluizenaar             |
| Dwight Frye     | Karl                          |
| Reginald Barlow | Hans                          |
| Mary Gordon     | Vrouw van Hans                |
| Anne Darling    | Herderin                      |